# Wyndham Clark
Wyndham Clark (Denver, 9 dicembre 1993) è un golfista statunitense.
Professionista dal 2017, gioca all'interno del circuito PGA Tour e nel 2023 ha ottenuto i primi importanti successi nel circuito americano. Difatti, il 7 maggio 2023 ha vinto il Wells Fargo Championship grazie a 19 colpi sotto il par, quattro in meno del secondo classificato Xander Schauffele. Un mese dopo ha riportato una seconda vittoria, vincendo il primo Major in carriera, l'U.S. Open grazie a 10 colpi sotto il par, uno in meno del nordirlandese Rory McIlroy.

## Vittorie professionali (3)

### PGA Tour vittorie (3)
| Legenda            |
| Tornei Major (1)   |
| Tornei FedEx (0)   |
| Altri PGA Tour (2) |

| No. | Data            | Torneo                   | Punteggio di vittoria | To par | Margine | Secondo           |
| --- | --------------- | ------------------------ | --------------------- | ------ | ------- | ----------------- |
| 1   | 7 maggio 2023   | Wells Fargo Championship | 67-67-63-68=265       | −19    | 4 colp1 | Xander Schauffele |
| 2   | 18 giugno 2023  | U.S. Open                | 64-67-69-70=270       | −10    | 1 colpo | Rory McIlroy      |
| 3   | 4 febbraio 2024 | AT&T Pebble Beach Pro-Am | 72-67-60=199*         | −17    | 1 colpo | Ludvig Åberg      |

### Risultati completi
I risultati conseguiti nel 2020 non sono mostrati in ordine cronologico.
| Tournament            | 2020 | 2021 | 2022 | 2023 | 2024 |
| --------------------- | ---- | ---- | ---- | ---- | ---- |
| The Masters           |      |      |      |      | EL   |
| PGA Championship      | EL   | P75  |      | EL   |      |
| U.S. Open             |      | EL   | EL   | 1    |      |
| The Open Championship | NT   |      | P76  | P33  |      |

     Vittoria
     Top 10
     Non partecipante
EL = eliminazione a metà gara (non passa il taglio)
RIT = ritirato
NT = nessun torneo (causa COVID-19)
P = pari merito

### Partecipazioni Ryder Cup

#### Professionista
- Ryder Cup: 2023